# Trox opacotuberculatus
Trox opacotuberculatus är en skalbaggsart som beskrevs av Victor Ivanovitsch Motschulsky 1860. Trox opacotuberculatus ingår i släktet Trox och familjen knotbaggar. Inga underarter finns listade i Catalogue of Life.